# Podjezd

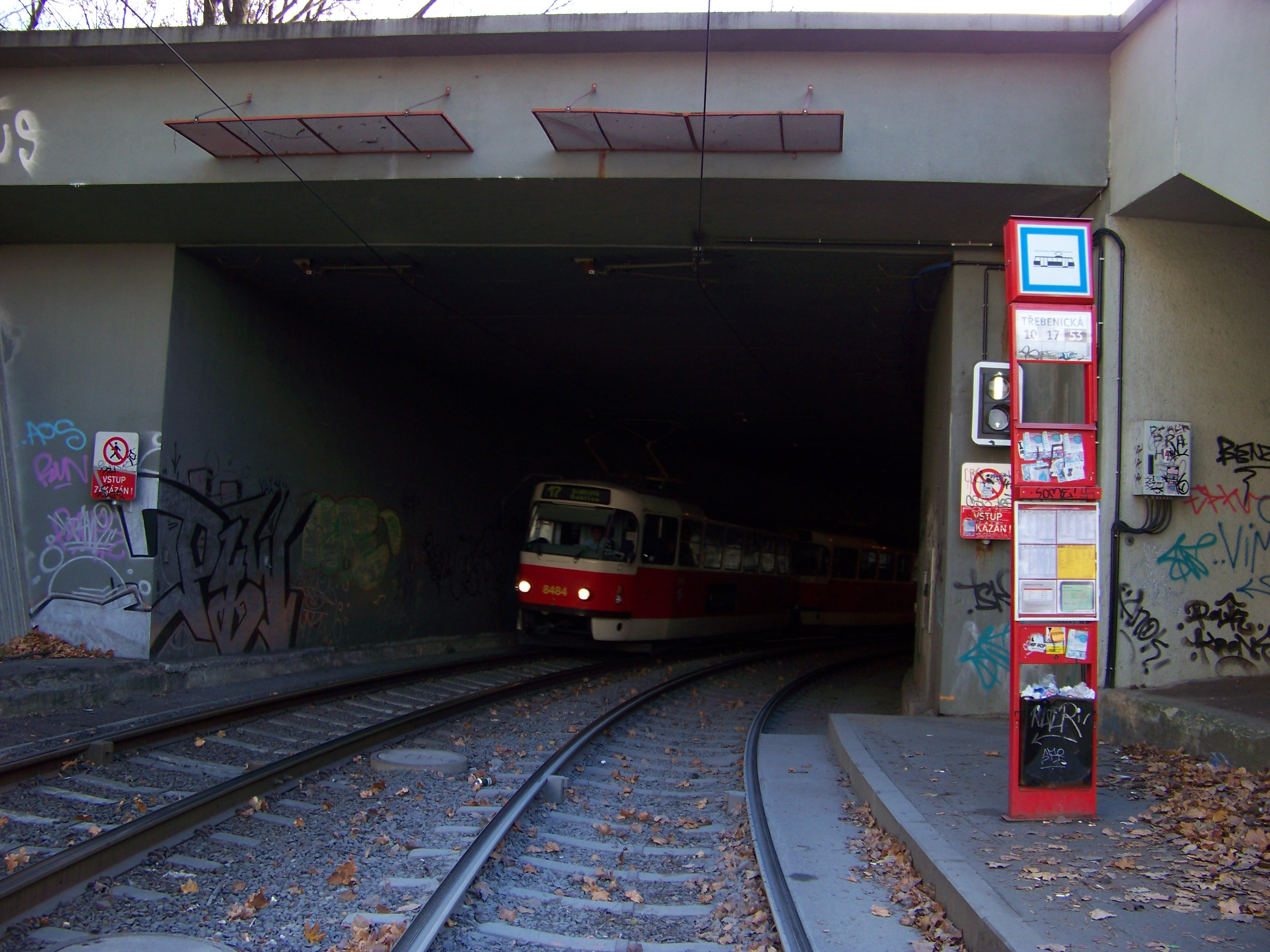
Podjezd

Podjezd je otvor umožňující průjezd dopravních prostředků jinou stavbou, například pod železničními tratěmi, dálnicemi, silnicemi a jinými terénními překážkami, kdy funkci podjezdu plní prostor pod mostním polem. Podjezd může mít i podobu tunelu nebo průjezdu budovou. 